# Orden de Cristo

La Cruz de la Orden de Cristo, símbolo que adornó, entre otras cosas, las naves portuguesas durante los Descubrimientos.

La Orden de Cristo (en portugués: Ordem de Cristo) fue una orden militar portuguesa, heredera de la Orden de los Caballeros Templarios en esta nación.

## Origen
En los siglos XII y XIII, en plena Reconquista, la Orden de los Caballeros Templarios  (Orden del Templo) ayudó a los portugueses en las batallas contra los musulmanes. Como recompensa recibieron extensas tierras y poder político. Los castillos, iglesias y poblados prosperaron bajo su protección.[cita requerida]
En 1314 el papa Clemente V suprimió la rica y poderosa orden del Templo. En 1319 el rey Don Dinis asignó las propiedades portuguesas y privilegios de los templarios a la recién fundada Orden de Cristo, que se convirtió así en la continuación del Templo en Portugal. No obstante, la Orden de Cristo mantenía una fuerte vinculación con la Corona portuguesa, que se arrogó desde el principio el derecho a nombrar el Gran Maestre. El rey nombró como primer maestre y legislador de la Orden de Cristo, a Esteban Soeiro, sacerdote de la Orden de la Santísima Trinidad y confesor de la reina Isabel. Este religioso compuso los estatutos que los caballeros de la milicia debían observar y conservó el cargo de maestre hasta la aprobación pontificia por parte del papa Juan XXII en 1319.
El vínculo a la Corona portuguesa, junto al abandono de la Regla del Temple, en cuanto a nombramiento de cargos, normas de ingreso e independencia frente al poder secular, permite considerar a la Orden de Cristo como una sucesión del Templo en un aspecto meramente formal, a fin de dar cabida al enorme potencial humano y recursos económicos de los caballeros templarios, fundamentales para mantener Portugal a salvo de invasiones o incursiones enemigas. De hecho, la Orden de Cristo tomó como sede Castromarín, a fin de proteger el Algarve portugués. No obstante en 1357 la sede ya se había instalado en Tomar, la antigua sede de los Templarios. La nueva Orden tomaría como Regla la de San Benito y las Constituciones de Calatrava.

## Características
Entre los votos que tenían que prometer estos caballeros, estaba el de obediencia al Rey, algo totalmente desconocido para la Orden del Templo. El primer Maestre de esta Orden fue Don Gil Martínez, caballero de la Orden de Avís, una filial de la Orden de Calatrava. Así pues, el primer maestre de esta Orden no fue un caballero del Temple.

## En la era de los descubridores

Bandera de la Región Autónoma de Madeira, que ostenta la Cruz de la Orden de Cristo en recuerdo de sus descubridores, miembros de esta Orden.

A principios del siglo XV, el Gran Maestre de la Orden, el Infante don Enrique, invirtió las ganancias de la Orden en la exploración marítima. El emblema de la orden, la Cruz de la Orden de Cristo, adornaba las velas de los navíos portugueses que exploraban los mares desconocidos. El papa Calixto III le concedió la jurisdicción eclesiástica en todos los territorios "desde los cabos de Bojador y de Nam a través de toda Guinea y más allá hasta la orilla meridional sin interrupción hasta los Indios".

## Uso
Son innumerables los municipios brasileños que tienen la imagen de la Cruz de la Orden de Cristo en su bandera o en su escudo de armas. En ocasiones la imagen se estiliza y modifica, no correspondiendo a la forma original de la Cruz de la Orden de Cristo. Ejemplos: Alcântara (Maranhão), Angra dos Reis, Arujá, Barra Mansa, Barueri, Batatais, Barra (Bahia), Bragança (Pará), Cajamar, Cametá, Campo Grande, Cananeia, Canas, Caraguatatuba , Carpina - Pernambuco ,Cordeirópolis , Florianópolis , Guarapuava , Iguape , Itu , Joinville, Lins, Maruim (Sergipe), Mogi das Cruzes (SP), Nova Granada (São Paulo), Olinda - Pernambuco, Paranaguá, Pelotas, Piracicaba, Porto Alegre, Porto Seguro, Praia Grande, Santa Bárbara d'Oeste, Santa Mariana, São Paulo, São Sebastião, São Vicente (SP), Toledo, Várzea Paulista, Vera Cruz (Río Grande del Sur), Vera Cruz (São Paulo), Vila Velha (ES) ;
Tanto la selección de fútbol portuguesa como la selección de fútbol brasileña, así como el Vasco da Gama Club de Regatas o el Fútbol Club "Os Belenenses" tienen la imagen estilizada de la Cruz de la Orden de Cristo en sus símbolos ( ejemplo Equipo Brasil ).
La Estrada Real o Estrada Real (turismo) también usa la Cruz en su Escudo Escudo de la Estrada Real.
El monumento a Nuestra Señora de Dili, con el escudo de armas del Timor-Leste portugués.
En la bandera del Imperio de Brasil, la cruz está ubicada en el centro del escudo inglés verde y está rodeada por la esfera armilar dorada.

## En la actualidad
El poder y la riqueza acumulados por la Orden la convirtieron en un posible peligro para el Estado. Por ello, en 1551, el título de Gran Maestre fue unido irrevocablemente al de rey de Portugal. En 1780 fue secularizada. A partir del siglo XIX su actividad se redujo al mantenimiento de sus bienes y se convirtió en una orden honorífica, la mayor distinción del Reino de Portugal. 
Abolida la monarquía, se transformó en la Orden Militar de Cristo, destinada a la distinción de los funcionarios portugueses que hayan desempeñado notablemente sus funciones.

## Insignias
| Barras de la Orden Militar de Cristo | Barras de la Orden Militar de Cristo | Barras de la Orden Militar de Cristo | Barras de la Orden Militar de Cristo | Barras de la Orden Militar de Cristo |
| ------------------------------------ | ------------------------------------ | ------------------------------------ | ------------------------------------ | ------------------------------------ |
| Gran Cruz                            | Gran oficial                         | Comendador/a                         | Oficial                              | Caballero/Dama                       |

## Caballeros de la Orden de Cristo
- Enrique el Navegante
- João Gonçalves Zarco
- Vasco de Gama
- Fernando de Magallanes
- Tomé de Sousa
- Salvador Correia de Sá e Benevides
- Guillermo de San José Antonio de Araña
- Jácome Ratton
- Pedro Álvares Cabral
- Manuel de Sotto - Clonard Campuzano
- General Manuel de Lobo(Fundador de Colonia del Sacramento)

## Patrimonio
- Castillo de Almourol
- Castillo de Soure
- Convento de Cristo
- Torre de Belém